# اولی بایرشمیت
اولی بایرشمیت (انگلیسی: Uli Bayerschmidt؛ زادهٔ ۳ مارس ۱۹۶۷) بازیکن فوتبال اهل آلمان است.
از باشگاه‌هایی که در آن بازی کرده‌است می‌توان به باشگاه فوتبال بایرن مونیخ ۲، باشگاه فوتبال بایرن مونیخ، باشگاه فوتبال هرتابرلین، و باشگاه فوتبال نورنبرگ اشاره کرد.